# Elvira Fortunato

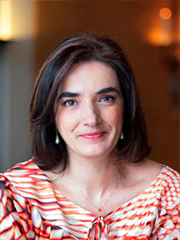
Elvira Fortunato, 2019

Elvira Fortunato (* 22. Juli 1964 in Almada) ist eine portugiesische Physikerin und war in den Jahren 2022 bis 2024 Ministerin für Wissenschaft und Hochschulbildung im Kabinett Costa III. Sie ist Professorin in der Abteilung für Materialwissenschaften an der Neuen Universität Lissabon (FCT-UNL). Sie ist eine Erfinderin auf dem Gebiet der Papierelektronik, einschließlich Transistoren, Speicher, Sensoren, Batterien, Displays, Antennen und Solarzellen.

## Studium
Elvira Fortunato schloss 1987 ihr Studium der Materialwissenschaften und Physik an der FCT-UNL ab und setzte ihr Studium an der gleichen Universität fort. Im Jahr 1991 erhielt sie ihren Master-Abschluss in Halbleitermaterialien und 1995 ihren Doktortitel in Mikroelektronik und Optoelektronik. Im Jahr 2005 habilitierte sie sich auf demselben Gebiet.

## Karriere
Elvira Fortunato übernahm 1995 einen Lehrauftrag an der FCT-UNL und wurde 1998 Direktorin des Instituts für Nanostrukturen, Nanomodellierung und Nanofabrikation. Sie leitete ein Forschungsteam, das für die Erfindung des Papiertransistors im Jahr 2008 bekannt wurde.
Sie wurde als Mitglied der Academy of Engineering, der European Academy of Sciences, der Lisbon Academy of Sciences und der Academia Europaea gewählt. Sie ist Mitherausgeberin von Rapid Research Letters Physica Status Solidi, Mitherausgeberin von Europhysics Letters und Mitglied des Editorial Advisory Board von ACS Applied Materials & Interfaces.
Im Jahr 2022 trat Elvira Fortunato der Gruppe von 27 inspirierenden Frauen in Europa bei, die von der französischen Präsidentschaft im Rat der Europäischen Union gewählt wurden.
Vom 30. März 2022 bis zum 2. April 2024 war sie Nachfolgerin von Manuel Heitor als Ministerin für Wissenschaft, Technologie und Hochschulbildung im Kabinett Costa III.

## Forschung
Elvira Fortunatos erforscht neue elektronische Aktivmaterialien, die umweltfreundlich und mit flexibler Elektronik kompatibel sind. Dies führte 2008 zur Erfindung des ersten Papiertransistors, bei dem Papier, ein kostengünstiges und flexibles Biopolymer, als Isolierschicht (Gate-Dielektrikum) eines Dünnschichttransistors verwendet wurde und das üblicherweise verwendete Silizium ersetzte. Sie leistete Pionierarbeit in der europäischen Forschung auf dem Gebiet der transparenten Elektronik, insbesondere bei Dünnschichttransistoren auf der Basis von Oxid-Halbleitern, und zeigte, dass Oxidmaterialien als echte Halbleiter verwendet werden können.
Die von Elvira Fortunato entwickelte Papierelektronik-Technologie wird unter anderem für Biosensoren, RFID-Etiketten (Radiofrequenz-Identifikation) in der Schifffahrt und die Verwaltung von Produktbeständen eingesetzt.

## Preise und Auszeichnungen
Elvira Fortunato hat nationale und internationale Auszeichnungen für ihre Arbeit erhalten.
- Im Jahr 2005 erhielt sie den Preis für wissenschaftliche Exzellenz von der portugiesischen Wissenschaftsstiftung (FCT-MCTES).
- Im Jahr 2009 wurde sie vom portugiesischen Parlament für ihre Forschung ausgezeichnet.
- In 2009 wurde ihr die Ehrendoktorwürde der Universität Galati erteilt.[2]
- Im Jahr 2010 wurde sie vom damaligen portugiesischen Präsidenten Aníbal Cavaco Silva in den Orden des Infanten Dom Henrique aufgenommen.[11]
- Im Jahr 2015 war sie Präsidentin des Portugal-Tages.[12]
- 2016 wurde sie von der Europäischen Akademie der Wissenschaften mit der Blaise-Pascal-Medaille für Materialwissenschaften ausgezeichnet.[13]
- 2017 erhielt sie den Czochralski-Preis in Anerkennung ihrer Forschungsarbeit im Bereich der fortgeschrittenen Materialwissenschaften.[14]
- Im Jahr 2018 erhielt sie ein Stipendium des Europäischen Forschungsrats in Höhe von 3,5 Millionen Euro, das zum Zeitpunkt der Verleihung das höchste Stipendium war, das je an einen portugiesischen Forscher vergeben wurde.[15]
- 2020 erhielt sie den GREE Women in Engineering Award der World Federation of Engineering Organizations (WFEO)[2][16]
- Sie wurde mit dem Pessoa-Preis 2020 ausgezeichnet, der als eine wichtige Auszeichnung der portugiesischen Kultur gilt.[17]
- 2016 war sie Finalistin des Europäischen Erfinderpreises[18] und 2022 Mitglied der Jury für den Europäischen Erfinderpreis[19]